# Susana Decibe
Susana Beatriz Decibe (Bragado, 7 de agosto de 1949) es una socióloga y política argentina, que ejerció el cargo de ministra de Educación de su país durante casi toda la segunda presidencia de Carlos Menem.
Socióloga y magíster en Ciencias por la Facultad Latinoamericana de Ciencias Sociales (FLACSO). Decibe ocupó los cargos de Secretaria de Programación y Evaluación Educativa (1993-1996) y de Ministra de Educación de la Nación (1996-1999) durante la presidencia de Carlos Menem. También participó en la elaboración de los nuevos contenidos básicos de la Ley Federal de Educación, Ley 24.195, de 1993.

## Biografía
Nació en la ciudad bonaerense de Bragado, a unos 300 km al oeste de la ciudad de Buenos Aires. Es prima del actor cómico Calígula (Éber Decibe, 1932-2013).
En su juventud formó parte de la Juventud Peronista y, efímeramente, de Montoneros.
Tras recibirse de socióloga, obtuvo una maestría en Ciencias en la Facultad Latinoamericana de Ciencias Sociales (FLACSO) graduándose con honores. Trabajó como empleada administrativa en la obra social del gremio de la carne. Durante la Dictadura cívico-militar argentina (1976-1983) estuvo secuestrada en la ESMA (Escuela de Mecánica de la Armada), en Buenos Aires.Marcho al exilio donde se formó en Francia.
En 1989 fue nombrada asesora de la presidencia de la Comisión de Educación de la Cámara de Diputados; allí conoció al entonces diputado nacional Jorge Alberto Rodríguez, con quien tendría una larga relación laboral y política.
En 1992 fue nombrada subsecretaria de Coordinación del Ministerio de Educación de la Nación, acompañando a Rodríguez (que en ese momento era secretario de Planificación y Evaluación Educativa). Al año siguiente, ambos fueron promovidos: Rodríguez al cargo de ministro de Educación, y Decibe como secretaria de planificación educativa. Tuvo participación decisiva en la elaboración de los nuevos contenidos básicos de la reforma educativa encarada por el gobierno de Carlos Menem, conocida especialmente como la Ley Federal de Educación 24.195. mediante la ley se extendió la obligatoriedad de la educación a diez años; así, desde la sanción de dicha Ley se convirtió en obligatoria la sala de 5 años de Nivel Inicial, y los 9 años de Educación General Básica (EGB).
A fines de marzo de 1996, el presidente Menem nombró a Rodríguez jefe del Gabinete de Ministros, y a Decibe ministra de Educación. Fue la segunda ministra nacional en la historia argentina.
Su jefe de asesores fue el después ministro Daniel Filmus.
Durante su mandato fortaleció el proyecto educativo, centrando el proceso en la descentralización de la gestión educativa; varios dirigentes opositores destacaron que la descentralización no estaba acompañada de transferencia de recursos financieros a las provincias, también disminuyeron significativamente los recursos para las escuelas técnicas y se bajó el nivel de exigencias de la escuela secundaria.
Durante su gestión, en abril de 1997 la Confederación de Trabajadores de la Educación de la República Argentina (CTERA) organizó una Carpa Blanca frente al Congreso de la Nación para pedir la derogación de la Ley Federal de Educación y la sanción de una Ley de Financiamiento Educativo. La carpa sería levantada después del final del gobierno de Menem, cuyos funcionarios nunca recibieron a los representantes del sindicato, tras 1003 días de protesta.
Siendo ministra abogó por el aumento de los recursos económicos destinados para la educación, objetivo que no logró; eso la fue alejando del jefe de Gabinete, Jorge Rodríguez. A fines de 1998 logró que se destinara a su cartera un significativo aumento de los recursos, pero al iniciarse el año siguiente le fueron recortados de su presupuesto; intentó durante algún tiempo recuperarlos, pero finalmente Rodríguez le contestó que eso sería posible únicamente si la recaudación fiscal aumentaba. Decibe interpretó que —en un contexto de recesión— la respuesta equivalía a una negativa, por lo que presentó su renuncia el 8 de mayo de 1999.
Casi todos sus colaboradores acompañaron su gesto, pero el presidente Menem ofreció el cargo a su secretario de Planificación, Manuel García Solá, quien aceptó el cargo.
Desde entonces se identificó con los sectores del peronismo opuestos a la conducción de Carlos Menem y apoyó la candidatura presidencial de Néstor Kirchner, relacionándose con el secretario de Comercio de la Nación, Guillermo Moreno, y al dirigente Julio Bárbaro.
Fue la creadora de la Fundación Gestar y asesoró distintos proyectos educativos en su país y en la República Dominicana.
Durante la gestión de Cristina Fernández de Kirchner, Decibe admitió el significativo aumento en la asignación financiera para educación ―la creación de nuevas universidades gratuitas en todo el país y en el conurbano, el otorgamiento de netbooks gratuitas a todos los alumnos del país, la obligación de presentar un comprobante de asistencia a la escuela de cada niño para obtener el subsidio a los padres, lo que aumentó la escolarización en todo el país (que en 2014 alcanzó al 99 %) y disminuyó la deserción escolar―, pero criticó la falta de equidad educativa.